# جاسم الجبن
جاسم محمد جاسم الجبن (9 نوفمبر 1983) قاضي بحريني حاليا وسبق له أن كان لاعب كرة قدم في نادي الدرجة الأولى المحرق البحريني من 2001 إلى 2014 في مركز قلب الدفاع.

## السيرة الذاتية
صعد إلى الفريق الأول في نادي المحرق في عام 2001. حصل على بكالريوس الحقوق من جامعة الإسكندرية عام 2007. اعتزل اللعب في نهاية موسم 2013-2014.
في 23 مارس 2014 صدر مرسوم ملكي من ملك البحرين حمد بن عيسى بن سلمان آل خليفة بتعيينه قاضياً بالمحكمة الكبرى المدنية من الفئة (أ) ورئيساً للنيابة العامة من الفئة (ب).

## الإنجازات
- الدرجة الأولى (7): 2002، 2004، 2006، 2007، 2008, 2009, 2011
- كأس ملك البحرين (7): 2002، 2005، 2008، 2009، 2011، 2012، 2013
- كأس ولي العهد (4): 2006، 2007، 2008، 2009
- كأس الاتحاد الآسيوي (1): 2008
- كأس الاتحاد البحريني (2): 2005، 2009
- كأس الخليج للأندية (1): 2012